# Jože Jelenec
Jože Jelenec slovenski arhitekt, * 11. april 1890, † 28. avgust 1967.
Jože Jelenec je bil mariborski arhitekt, ki je s partnerjem inž. Vladimirjem Šlajmerjem leta 1926 v Mariboru ustanovil gradbeno podjetje "Inž. arh. Jelenc & inž. Šlajmer", ki je bilo eno največjih mariborskih gradbenih podjetij med obema svetovnima vojnama. S svojim gradbenim podjetjem je sodeloval pri številnih, tudi največjih gradbenih projektih v Mariboru med obema svetovnima vojnama (Vurnikova delavska kolonija, letno kopališče na Mariborskem otoku, pravoslavna cerkev sv. Lazarja, šolsko poslopje v Žolgarjevi ulici itd.)
Sodeloval je tudi pri načrtovanju urbanističnem razvoja mesta Maribor. Leta 1928 je skupaj z arhitektom Maxom Czeikejem izdelal Regulacijski načrt za Koroško predmestje.  
Po drugi svetovni vojni so njegovo premoženje nacionalizirali.